# 나주 동사리 석등
동사리석등(東舍里石燈)은 대한민국 전라남도 나주시 남평읍 남평초등학교에 있는 석등이다. 1984년 2월 29일 전라남도의 문화재자료 제95호로 지정되었다.

## 개요
남평초등학교 내에 놓여 있는 8각 석등으로, 등불을 밝혀두는 화사석(火舍石)을 중심으로, 아래에는 3단의 받침을 두고 위로는 지붕돌과 머리장식을 얹어 마무리하였다.
받침부분은 아래받침돌에 연꽃을 둘러 새긴 후 그 위로 8각의 가운데기둥을 세우고, 역시 연꽃무늬를 둔 윗받침돌을 올렸는데 많이 닳아서인지 꽃잎의 형태가 거의 드러나지 않는다. 화사석은 4개의 작은 기둥을 네 모서리에 세워서 그 안에 불을 밝히도록 하였다. 지붕돌은 윗면이 거의 수평을 이루는데, 여덟 모서리의 선이 뚜렷하고 처마도 가벼운 곡선을 그리고 있다. 꼭대기에는 아래는 둥글고 위는 꽃봉오리 모양인 머리장식이 놓여 있다.
전체적으로 정교하지는 않으나 소박한 모습을 지니고 있는 탑으로, 고려시대에 세웠을 것으로 짐작된다.

## 같이 보기
- 남평초등학교

## 참고 자료
- 동사리석등 - 국가유산청 국가유산포털